# Carol Deene
Carol Deene, eigentlich Carole Carver, (* 3. August 1944 in Thurnscoe, South Yorkshire, Vereinigtes Königreich) ist eine britische Sängerin, die Anfang der 1960er Jahre drei Top-40-Hits in den britischen Single-Charts und einige Filmauftritte hatte.

## Anfänge
Carol Deene kam 1944 als Carole Carver in Thurnscoe, einer Kleinstadt in South Yorkshire, als Tochter eines Minenarbeiters zur Welt. Ihre musikalischen Eltern unterstützten das Gesangstalent ihrer Tochter früh. Sie verließ mit 15 Jahren die Schule und arbeitete zunächst für einen Stoffhändler, dann in einem Friseursalon, bevor sie 1961 nach London zog, wo sie Verwandte hatte.
Sie nahm Gesangsunterricht bei Freddie Winrose, der auch ihr Manager wurde und ihr ein Vorsingen bei der BBC verschaffte. Dies wiederum führte zu ihrem Künstlernamen „Carol Deene“ (nach dem BBC-Produzenten Deene Moray) sowie zu einem Auftritt in Joan Regans Fernsehsendung Be My Guest im Juni 1961. Der Musikproduzent Wally Ridley der Plattenfirma His Master’s Voice (HMV Records) sah diesen Auftritt und bot ihr einen Vertrag bei HMV an.

## Anfängliche Erfolge
In den frühen 1960er Jahren waren britische Singleveröffentlichungen oft Coverversionen amerikanischer Chart-Hits. Für Deenes erste Single entschied man sich daher für ein Cover von Sad Movies (Make Me Cry), einem Millionenseller in den USA für Sue Thompson. Die Single erreichte im Oktober 1961 Platz 44 in den britischen Charts. Durch diesen Erfolg ermutigt, wählte man für die zweite Single ebenfalls einen Sue-Thompson-Hit, in diesem Fall das Lied Norman, das im Januar 1962 Platz 24 erreichte (in Großbritannien erschien 1963 eine weitere Version auf Susan Maughans Album I Wanna Be Bobby’s Girl But …).
Die nächste Single, Johnny Get Angry, war ein Cover eines US-Top-10-Hits von Joanie Sommers und kletterte im Juli 1962 bis auf Platz 32. Es folgte Some People, Titelsong eines gleichnamigen Kinofilms von Clive Donner (Platz 25 im August 1962). Mit der B-Seite dieser Single, Kissin‘, trat Deene im gleichen Jahr zusammen mit Acker Bilk und Norrie Paramor in dem Musikfilm Band of Thieves (Regie: Peter Bezencenet) auf. Einen ähnlichen Auftritt hatte sie 1963 in dem Musikfilm It’s All Happening (Regie: Don Sharp) mit Tommy Steele und Angela Douglas, in dem sie das Lied The Boy on the Beach sang.
Im gleichen Zeitraum war Deene zeitweise Co-Moderatorin der ITV-Kindersendung Show Train und hatte ihre eigene Sendung bei Radio Luxembourg. Zudem war sie in Musiksendungen wie Holiday Music (1962), Disc a Go-Go (1963 und 1964) und Thank Your Lucky Stars (1963, 1965 und 1966) zu sehen.
Die nächsten Singleveröffentlichungen konnten an den ursprünglichen Erfolg nicht anknüpfen, darunter Versionen von Steve und Eydies I Want to Stay Here, Linda Scotts Who’s Been Sleeping in My Bed? (Musik: Burt Bacharach, Text: Hal David) und Hard to Say Goodnight, geschrieben von Clive Westlake und Kenny Lynch von den Small Faces.

## Unfall und Karriere-Aus
Auf eine Wiederbelebung ihrer Karriere hoffend, wechselte Deene im März 1965 das Management (sie ging zu Noel Gay Artist Management) und die Plattenfirma (sie unterschrieb bei Columbia Records). Im Oktober 1965 erschien ihre erste Columbia-Single, He Just Don’t Know. Es wurden Pläne für ein Album gemacht, Deene wurde wöchentlicher Gaststar in der populären Fernsehsendung David Nixon's Magic Box des TV-Magiers David Nixon und sie verlobte sich mit dem Sänger Tony Lindell.
Im Januar 1966 wurde Deene jedoch bei der Rückkehr von einem Auftritt in Cardiff bei einem Verkehrsunfall schwer verletzt. Sie brach sich ein Bein und den Kiefer; schwere Gesichtsverletzungen zogen mehrere Operationen nach sich. Dadurch konnte sie ihr Album nicht vollenden, und ihre Rolle in David Nixons Show wurde fortan von Anita Harris ausgefüllt. Im April 1966 erschien die zweite Columbia-Single, Dancing in Your Eyes (geschrieben von Barry Mason und Graham Bonney), doch Deene war bis Oktober nicht in der Lage, zu arbeiten und die Single zu promoten, die darauf unterging. Columbia veröffentlichte noch im Januar 1967 eine dritte Single, Love Not Have I, bevor Deene aus ihrem Vertrag entlassen wurde.
Danach erschienen nur noch sporadisch Singles, wie When He Wants a Woman (geschrieben von Barry Mason und Lou Reed) 1968 bei CBS, One More Chance 1969 bei Conquest Records und 1970 schließlich auf dem Label World Record Club ihr einziges Album, A Love Affair. Ende der 1970er Jahre gründete sie ihre eigene Plattenfirma, Koala Records, auf der noch ein paar erfolglose Singles erschienen.
Danach stieg Deene aus dem Musikgeschäft aus und zog mit ihrem Mann Tony Lindell, den sie am 5. August 1968 geheiratet hatte, nach Spanien, wo sie zusammen eine Radiostation betrieben.

## Diskografie

### Studioalben
- 1970: A Love Affair (World Record Club ST 1031)

### Singles
- 1961: "Sad Movies (Make Me Cry)" / "Don't Forget" (HMV POP922)
- 1962: "Norman" / "On the Outside Looking In" (HMV POP973)
- 1962: "Johnny Get Angry" / "Somebody's Smiling (While I'm Crying)" (HMV POP1027)
- 1962: "Some People" / "Kissin'" (HMV POP1058)
- 1962: "James (Hold the Ladder Steady)" / "It Happened Last Night" (HMV POP1086)
- 1963: "Growin' Up" / "Let Me Do it My Way" (HMV POP1123)
- 1963: "I Want to Stay Here" / "Oh Oh Oh Willie" (HMV POP1200)
- 1964: "Who's Been Sleeping in My Bed?" / "Love is Wonderful" (HMV POP1275)
- 1964: "Hard to Say Goodnight" / "The Very First Kiss" (HMV POP1337)
- 1965: "Most People Do" / "I Can't Forget Someone Like You" (HMV POP1405)
- 1965: "He Just Don't Know" / "Up in the Penthouse (Columbia DB7743)
- 1966: "Dancing in Your Eyes" / "Please Don't Be Unfaithful Again" (Columbia DB7890)
- 1967: "Love Not Have I" / "Time" (Columbia DB8107)
- 1968: "When He Wants a Woman" / "I'm Not Crying" (CBS 3206)
- 1969: "One More Chance" / "Invisible Tears" (Conquest CXT102)
- 1970: "A Windmill in Old Amsterdam" / "Little Mr. Baggy Breeches" (Pye Records 7N45008)
- 1979: "Angel in Your Arms" / "Oh Babe" (Koala Records KOA 101)
- 1979: "Nativity Song" / "The Sun Ain't Gonna Shine" (Koala Records KOA 102)
- 1979: "Ready for the Times To Get Better" / "It's So Easy" (RIM Records RIM 003)

### Compilations
- 1996: Johnny Get Angry – The Great Carol Deene (Diamond Recordings GEMCD 005)